# Фильм-катастрофа

Фильм-катастрофа (англ. disaster film) — фильм, герои которого попали в катастрофу и пытаются спастись. В основе сюжетного предмета (и в течение сюжетной линии) этого жанра фильма лежит надвигающаяся или продолжающаяся катастрофа. Специфическая разновидность триллера и драмы, по другим данным: разновидность художественного, зрелищного и постановочного боевика. Границы этого жанра не являются устоявшимися и могут пересекаться с хоррор-фильмами, а конкретнее — с экохоррорами, драмой, триллером.
Доп. опр.: современный фильм-катастрофа  – это некая специфическая разновидность триллера, драмы, фантастики (псевдофантастики, научной фантастики), исторического, биографического кино.

## Общее развитие жанра
Общая тематика фильмов-катастроф — изображение бедствий, постигших, в различной степени, от локальной до глобальной, отдельные группы людей, города, целые страны, часть планеты, всю планету или солнечную систему. Фильмы обычно показывают некоторую степень напряжения, страха и наращивания действия перед катастрофой, как и саму катастрофу, а иногда и её последствия, с точки зрения конкретных персонажей или их семей и коллег, или же изображающих тактику выживания в случившейся катастрофе различных людей.
В фильмах очень часто присутствует большой актёрский состав и несколько сюжетных линий, в которых основное внимание уделяется попыткам персонажей предотвратить, убежать или справиться с катастрофой и её последствиями. Актёры представляют собой знакомых многим зрителям характерных актёров-персонажей. Как только в фильме начинается катастрофа, персонажи обычно сталкиваются с человеческими страстями, слабостями и эмоциями, часто влюбляются, и почти всегда находят злодея виновного во всех бедах. Герой или героиня обычно изображается настойчивым, изобретательным и решительным, с нестандартным мышлением, призванным возглавить борьбу с угрозой. Во многих случаях «злобные» или «эгоистичные» люди становятся первыми жертвами образовавшихся техногенных или природных пожаров.
Жанр приобрёл всеобщую известность в 1970-х годах, когда были выпущены такие фильмы, как «Аэропорт» (1970), за которым быстро последовал выпуск таких фильмов, как: «Приключение „Посейдона“» (1972), «Землетрясение» (1974), «Ад в поднебесье» (1974),  «Гибель Японии» (1973) и «Экипаж» (1979).
Жанр пережил бурное перерождение в 1990-х годах благодаря введению компьютерной графики (CGI). Также этому способствовали образовавшиеся к тому времени большие студийные бюджеты, которые позволили добиться масштабного зрелища.

## История жанра

### Зарождение
Тематика катастроф в фильмах стара, как сам кинематограф. Ранние фильмы-катастрофы, а также отдельные драмы и фильмы с элементами катастроф по большей части представляли на экране отдельные судьбы людей, терпящих бедствие.
Одним из первых творений XX века в этом жанре был фильм «Пожар» (1901), созданный Джеймсом Уильямсоном из Англии, где была представлена тематика огненных катастроф и борьбы людей со стихией. В этом немом фильме показана локальная катастрофа: горящий дом и пожарные, пытающиеся погасить пламя и спасти его жителей
. Исследуя огненное извержение вулкана Монтань-Пеле на Мартинике в 1902 году, американский режиссёр Жорж Мельес и французский Фернан Зекка почти одновременно создали два соответствующих фильма (1902), где представили своё видение события. Античное сказание о последних днях Помпеи и об извержении вулкана Везувий в 79 году нашей эры, запечатлённое и популяризированное изначально уже в Новом времени в одноимённом романе Эдуарда Булвера-Литтона (1834), а также в соответствующих картине и опере XIX столетия (вышедших в течение десятилетия до издания романа), также оказало сильное влияние на жанр. Друг за другом в начале XX века последовал выход таких немых фильмов на тему борьбы с огненной вулканической стихией, как: «Последние дни Помпеи» (первая короткометражная экранизация: «Gli ultimi giorni di Pompeii» 1908 года от итальянских режиссёров Артуро Амбросио и Луиджи Маджи), «Последние дни Помпеи» (1912) режиссёров Дж. Э. Видали и У. М. Дель Колле и «Последние дни Помпеи» (1913) режиссёров М. Казерини и Э. Родольфи, за которыми также был выпущен и полнометражный звуковой фильм «Последние дни Помпеи» (1935), посвящённый непосредственно этому извержению.
Истоки жанра также можно найти в самых первых и ранних фильмах, вышедших после нашумевшей легендарной катастрофы «Титаника», ставшей знаковой для многих произведений культуры XX века: «Спасшаяся с «Титаника»» (1912), «Ночь и лёд» (1912), а также в резонансной «Атлантиде» (1913)

и в фильме о затоплении корабля, но по одноимённому роману Герхарда Хауптмана, вышедшему ещё за месяц до катастрофы, в достаточно беллетризированном «Атлантике» режиссёра Эдвальда Дюпона (1929). Глобальные истоки этого жанра можно увидеть в библейском сказании о «Ноевом ковчеге» из «Книги Бытия» «о Великом потопе», по мотивам которого был снят соответствующий фильм в 1928 году. А также в «Конце Света (1916)» где была показана угрожавшая Земле комета, которая и в реальной жизни наделала в начале XX столетия очень много шума. Эта лента сумела предвосхитить трансформацию фильма-катастрофы, случившуюся в конце 1920-х гг. Эсхатологические настроения, дополнившие жанр, привели к созданию качественно новых фильмов — к примеру, научно-фантастической картины «Разрушенный город» (1924) режиссёра Луиса-Мората, в которой были изображены попытки сумасшедшего учёного испепелить город лазером, фильма «Чарльстон» (1926) режиссёра Жана Ренуара, в котором была представлена покрытая ледниками Европа, пережившая апокалипсис, и ленты «Метрополис» (1927) режиссёра Фрица Ланга, который снял экспрессионистскую антиутопию, смешав научную фантастику с библейскими аллюзиями; он использовал не только сцены затопления, но и футуристические городские декорации как предмет возвышенного. Истоки фильмов-катастроф с тематикой локальных катастроф, обрушивающихся на город, можно было найти также в фильме «Потоп» (1933) — о цунами, разрушительных для Нью-Йорка. И хотя фильмы «Кинг-Конг» (1933) и «Годзилла, король монстров!» (1956) традиционно связаны с классикой жанра ужасов и фантастического триллера о монстрах, истоки жанра можно также найти и в них. Во франко-японской ленте Ива Сиампи́, 1957 года: «Тайфун над Нагасаки» тоже была обыграна тема стихийного тайфуна.
Истоки жанра можно увидеть и в более поздних фильмах о катастрофе «Титаника» (фильмы Жана Негулеско 1953 года и Роя Уорда Бейкера 1958 года), а также в картине «В старом Чикаго» (1937), где был воссоздан Великий чикагский пожар, который обрушился на город ещё в 1871 году.
И в картине Кэрола Рида 1939 года «Звёзды смотрят вниз», представившего на экране катастрофу на угольной шахте в Северо-Восточной Англии.
Фильм Джона Форда «Ураган» (1937) который был представлен изначально как социально психологическая приключенческая драма, в которой прослеживался контекст антиколониальной борьбы завершился поразительной сценой тропического циклона, накрывающего вымышленный остров в южной части Тихого океана

.
В драме «Сан-Франциско» (1936), было представлено историческое землетрясение в Сан-Франциско 1906 года.
Вдохновлённая окончанием Второй мировой войны, первой фазой наступившей Холодной Войны, а также пришедшей атомной эрой, научная фантастика в фильмах 1950-х годов — например, «Когда миры столкнутся» (1951) и «Война миров» (1953), по роману Герберта Уэллса — уже требовала от своих создателей чаще использовать в качестве основных сюжетных элементов глобальные катастрофы. Эта тенденция продолжилась в фильмах «Смертельный богомол» (1957) и «День, когда Земля загорелась» (1961).
Тема ядерного апокалипсиса и его последствий была затронута в фильмах: «Неизвестный мир» (1951), «День, когда Земле пришёл конец» (1955) и «Система безопасности» (1964), а также в знаковой ленте «На берегу» (1959) Стэнли Крамера. Тема саспенса — напряжённого ожидания людьми ядерной катастрофы, — но с элементами чёрного юмора на фоне Карибского кризиса была представлена как в политическом сатирическом триллере: «Доктор Стрейнджлав, или Как я перестал бояться и полюбил бомбу» (1964), так и в картине «Трещина в мире» (1965).
Вулканические темы фильмов-катастроф продолжили фигурировать в фильмах 1960-х годов: «Дьявол в 4 часа» (1961) со Спенсером Трейси и Фрэнком Синатрой в главных ролях, и в фильме-эпопее 1969 года «Кракатау, к востоку от Явы», с Максимилианом Шеллом в главной роли

.
Как и в эпоху немого кино, катастрофа «Титаника» оставалась популярной темой для фильмов-катастроф как для кинематографистов, так и для зрителей. Вернер Клинглер и Герберт Зельпин выпустили эпический фильм «Титаник» в 1943 году. Тем не менее, вскоре фильм был запрещён в Германии (после того, как Зельпин был арестован и предположительно казнён). Клифтон Уэбб и Барбара Стэнвик сыграли главную роль в постановке 1953 года «Титаник», за которой последовал высоко оценённый британский кинофильм: «Ночь, которую нужно помнить» 1958 года.
А также британский приключенческий боевик «Последнее путешествие» (1960), который повествовал не о катастрофе «Титаника», но стал предшественником «Приключений „Посейдона“», в которых снялся Роберт Стэк в роли мужчины, отчаянно пытающегося спасти свою жену и ребёнка, попавших в водоворот от тонущего океанского лайнера. Фильм завершился драматической сценой затопления корабля и был номинирован на Оскар в категории «Лучшие визуальные эффекты»

.
Предшественники популярных фильмов-катастроф 1970-х годов включили в свои ряды картину «Великий и могучий» (1954), которая стал первым фильмом с тематикой техногенных и авиационных катастроф, с Джоном Уэйном и Робертом Стэком в ролях пилотов самолёта, которые на неисправном воздушном судне пытались пересечь океан.
А также кинороман: «Час Зеро!» (1957), написанный, составленный и созданный Артуром Хейли (который в 1968 году написал роман «Аэропорт»), об экипаже самолёта, который погиб от пищевого отравления. В то же примерное время, первый советский фильм-катастрофа Григория Никулина, никак не связанный с предыдущим фильмом, но с аналогичным сюжетом и с тематикой терпящего бедствие самолёта, снятый в духе диссидентского политического триллера, «713-й просит посадку» (с Владимиром Высоцким, Владимиром Честноковым и Людмилой Абрамовой в главных ролях), вышел на экраны ещё в 1962 году. Этот фильм также отчасти поддался тренду западного кинематографа: в ту пору стало модным и популярным приглашать крупных звёзд музыкального шоу-бизнеса в большое кино
. А два исторических советские фильма-катастрофы «В твоих руках жизнь» (1958) Николая Розанцева и «Сегодня увольнения не будет…» Андрея Тарковского, снятых в духе соцреализма и послевоенной апокалиптики города Курск, в которых повествовалось о героически подвигах советских сапёров, вышли почти одновременно в 1958 году. Фильм «Проверено — мин нет» (1965) с похожей тематикой воссоздал картину исторических событий времен освобождения Белграда.
В западном кинематографе предшественниками фильмов-катастроф 1970-х годов также стали «Реактивный шторм» и «Высоко над Атлантикой», два фильма 1959 года, в которые были включены сцены попыток взорвать самолёт во время полёта. В этот список также вошли: «Переполненное небо» (1960) о столкновении самолётов в воздухе и «Полёт Судного дня» (1966), снятый Родом Серлингом с участием Эдмонда О’Брайена в роли недовольного аэрокосмического инженера, который втайне установил бомбу на авиалайнер, построенным его бывшим работодателем, чтобы тот взорвался во время его приземления, а также «Полёт Феникса» (1965) — вымышленная робинзонада, которая была сфокусирована на крушении самолёта посреди арабской пустыни и попытках в результате выживших привлечь к себе внимание и собрать из обломков новый воздушный транспорт. Затем последовал выход советского исторического фильма-катастрофы «День ангела» (1968), об историческом тушении пожара 1907 года на пассажирском пароходе и фильма: «Полуденный паром» (1967), который продолжил тенденцию показа огненных, морских и водных катастроф в фильмах, в то время как в приключенческом фильме: "Внимание, цунами!" с органичным саундтреком к нему Владимира Высоцкого
(1969) удалось аллегорически реконструировать реальную катастрофу в Северо-Курильске в СССР 1952-го года
.

### Эволюция жанра и пик 1970-х годов
Фильм-катастрофа пришёл на смену пеплуму и нео-вестерну в качестве самого кассового жанра голливудского кино в начале 1970-х годов, после выхода на экраны таких чемпионов кассовых сборов, как: «Аэропорт» (1970) от Джорджа Ситона и «Приключение „Посейдона“» (1972), когда произошло смещение акцентов тематики фильмов с отдельных судеб людей, терпящих бедствие, на достоверное и технически изобретательно созданное масштабное изображение самого бедствия. Наступил «золотой век» фильмов-катастроф. Несмотря на то, что первый фильм Джорджа Ситона не был посвящён исключительно катастрофе, а самолёту, пострадавшему от взрыва бомбы, он установил планку нескольких сюжетных линий, разыгрываемых звёздным составом, включавшим: Берта Ланкастера, Дина Мартина, Джорджа Кеннеди, Жаклин Биссет и Хелен Хейс, и принёс своим создателям более 100 миллионов долларов (590 миллионов долларов с поправкой на момент 2017 года). Фильм: «Аэропорт» был номинирован на 10 премий Оскар, в том числе и за «лучший фильм», а Хейс получила премию за лучшую женскую роль второго плана. Выход на экраны в 1972 году второго фильма, снятого Рональдом Нимом, (в главных ролях: Джин Хэкман, Эрнест Боргнайн, Шелли Уинтерс) также отметился огромным финансовым успехом, который, к тому же, принёс впечатляющие 84 миллиона долларов валовой прибыли за кинопоказы в кинотеатрах в США и Канаде (490 миллионов долларов США с поправкой на момент 2017 года). Фильм-катастрофа официально стал настоящим повальным увлечением в кинематографе. В фильме подробно описаны попытки выживших сбежать с тонущего океанского лайнера, который был опрокинут гигантской волной, вызванной землетрясением. «Приключение Посейдона» был номинирован на восемь премий Оскар, а Шелли Уинтерс — на лучшую актрису второго плана; лента также получила награду за оригинальную песню и несколько призов за особые достижения в визуальных спецэффектах.
Далее эту формулу разрабатывали фильмы «Землетрясение» (1974) и «Ад в поднебесье» (1974), принёсший 116 миллионов долларов своим создателям (548 миллионов долларов с поправкой на момент 2017 года), а также «Гинденбург» (1975), «Аэропорт 1975» и некоторые другие ленты.
После «Годзиллы» такая тенденция появилась и в японском кинематографе, когда японские кинокомпании начали создавать фильмы-катастрофы, чтобы использовать свои ноу-хау в технологиях производства спецэффектов. Это: «Гибель Японии» (1973) кинокомпании Toxo от режиссёра Широ Моритани, «Великие пророчества Нострадамуса», «Пламя Токийского залива», «Острова Землетрясений», а также фильм «109-й идёт без остановок» кинокомпании Тоэй, имевший большой кассовый успех во Франции.
В конце 70-х годов в СССР тоже решили попробовать снять фильм-катастрофу, хотя тогда в Советском Союзе даже понятия такого не было. Первым в истории СССР фильм-катастрофа стал фильм «Экипаж» (1979), студии Мосфильм, от режиссера Александра Митты. Фильм получил большой успех в Советском Союзе и прокатывался в 92 странах. Фильм рассказывает о пилотах, которые сталкиваются с внутренними конфликтами и внешней угрозой, пытаясь спасти пассажиров и экипаж самолета во время землетрясения.
Пожалуй, самым величайшим из фильмов-катастроф 1970-х стал «Вздымающийся ад», который стал совместным предприятием кинокомпаний 20-й век фокс и Warner Bros., и был создан продюсером Ирвином Алленом (получившим титул «Король катастроф». Он начал с курирования съёмок «Приключения „Посейдона“», позже спродюсировал «Рой», а также фильмы «Пленники „Посейдона“» и «Когда время уходит», 1980) и режиссёром Джоном Гиллермином (в главных ролях: Пол Ньюман, Стив Маккуин, Уильям Холден и Фэй Данауэй). В фильме изображён огромный пожар, охвативший самое высокое здание в мире, а также попытки пожарных спасти и вывести его посетителей, застрявших на верхнем этаже. Фильм был номинирован на восемь премий: «Оскар», в том числе и за лучший фильм, выиграв премию и за лучшую операторскую работу, за лучший монтаж в фильме и за лучшую оригинальную песню.
Фильм: «Землетрясение» также был удостоен четырёх номинаций на премию Оскар за впечатляющие спецэффекты мощного землетрясения, сравнявшего с землёй город Лос-Анджелес, выиграл премию за лучший звук, и получил приз за особые достижения в визуальных спецэффектах. Режиссёром фильма был Марк Робсон; в ленте снимались Чарлтон Хестон, Ава Гарднер, Женевьев Бюжо, Джордж Кеннеди и Лорн Грин. Он был отмечен как первый фильм, в котором использовалась технология Sensurround: во всех кинотеатрах, где шёл фильм, должны были установить специальные массивные сабвуферные динамики, чтобы воссоздать ощущение вибрации землетрясения.
Тенденция продолжилась в более широком масштабе: в фильме «Захват поезда Пелэм 1-2-3» (1973), «Гинденбург» (1975) с Джорджем Скоттом в главной роли; в: «Перевале Кассандры» (1976) с Бертом Ланкастером в главной роли; в: «Двухминутном предупреждении» (1976) с Чарлтоном Хестоном в главной роли; в: «Чёрном воскресенье» (1977) в главной роли с Робертом Шоу; в: «Американских горках» (1977) с использованным для озвучки «Sensurround», с Джорджем Сигалом в главной роли; в «Проклятой долине» (1977) с Яном-Майклом Винсентом в главной роли; в «Лавине» (1978) в главной роли с Роком Хадсоном и в «Щите Города» (1979) Леонида Аграновича, показавшего будни выдающихся советских горняков и взрывников, пытавшихся помешать сходу смертоносных селевых потоков на город, находящегося поблизости; в: «Погружении Леди Грей» (1978) с Чарлтоном Хестоном в главной роли; в «Урагане» (ремейке 1979 года фильма Джона Форда от 1937 года) с Джейсоном Робардсом в главной роли; а также в фильме «Город в огне» (1979) с Барри Ньюманом в главной роли.
«Угонщик самолётов» в 1972 году стал второстепенным участником в ряду канонических фильмов-катастроф, во многом следовавших за «Аэропортом» (1970), хотя и предшествовавшим его официальному продолжению «Аэропорт 1975». Официальная серия фильмов в духе «Аэропорта» была продолжена фильмами «Аэропорт 77» (1977) и «Аэропорт-79: «Конкорд»» (1979) с Джорджем Кеннеди (вместе с персонажем Джо Патрони в каждом сиквеле фильма). В духе итало-американской обработки робинзонады 1970-х годов, только на тему крушения авиалайнера в Амазонских джунглях, был также представлен фильм «Чудеса ещё случаются». А следом за «Приключением „Посейдона“» последовал и его сиквел «Пленники „Посейдона“» (1979).
Во второй половине 1970-х популярность жанра заметно пошла на убыль, и хотя в то время появлялись таких высокобюджетные фильмы, как: «Рой» (1978), «Метеор» (1979), «Ураган» (1979), «Конкорд», «Аэропорт 79» (1979), «Пленники „Посейдона“» (1979) и «Когда время уходит» (1980), последний показал плохие кассовые сборы, сигнализируя о снижении интереса к продукции жанра фильмов-катастроф. В советском кинематографе после уже выпущенных в СССР кинокартин 1960—1970-х годов «713-й просит посадку» и «Разрешите взлет!» (1971) жанр с тематикой терпящего бедствие авиалайнера претерпел некоторые изменения в фильме, например, в советской дилогии фильма: «Экипаж» (1979) — смешивались элементы различных отдельных катастрофических тем фильмов 1970-х годов и элементы советской бытовой мелодрамы. Но успех этого первого советского цветного фильма-катастрофы с 70 млн просмотров в Восточном Блоке, соответствующего всем канонам фильмов-катастроф 1970-х годов, был лишь кратковременным всплеском уже уходящей декады. Даже научно-фантастическая лента «Сталкер» (1979) Андрея Тарковского, снятая по вымышленной повести братьев Стругацких, предрёкшая реальную катастрофу Чернобыля в сценах взрыва четвёртого отсека бункера, и с такими художественными находками и понятиями в фильме, как «Зона», не смогла сдержать закат жанра во всём мире. Потеря интереса к фильмам-катастрофам, несмотря на их эволюционные изменения, становилась всё более очевидной в большинстве стран мира.
Причины катастроф в фильмах 1970-х годов очень часто также были связаны со стихийными масштабными природными силами или же со «взбунтовавшейся», отказавшейся служить человеку техникой.

#### Телевизионный подвид жанра на Западе 1970-х годов
Несколько снятых для телевидения фильмов-катастроф в то время также смогли стать популярными: «Жара!» (1974), «День, когда Земля переместилась» (1974), «Ураган» (1974), «Наводнение» (1976) и «Огонь!» (1977)

.

### Советская специфика в 1980-х — начале 1990-х годов
Падение спроса и популярности жанра «катастрофа» на Западе не коснулись некоторых фильмов 1980-х годов, в том числе и времен Перестройки, когда на фоне реально случившейся чернобыльской катастрофы кинематограф СССР, вдохновлённый «Экипажем», «Сталкером» (1979) и другими лентами Андрея Тарковского, который продолжил создавать в 1980-х тематические философские ленты на тему борьбы с огненной стихией («Жертвоприношение» (1986)), пережил определённый «бум» и определённое второе дыхание и перерерождение. Были созданы и успешно демонстрировались: «Штормовое предупреждение» (1981) — на тему смерча; «Тревожное воскресенье» (1983) — на тему пожара на танкере; «Случай в квадрате 36-80» (1982), который воссоздал трагедию подлодки на фоне ЧП во время разгара Холодной Войны; «Каракумы, 45 в тени» Ходжакули Нарлиева от Туркменфильм — на тему газовой аварии в пустыне и образовавшегося в результате «Огненного смерча»; «34-й скорый» (1981), «Магистраль» (1982), «Остановился поезд» (1982) и «Поезд вне расписания» (1985) — на тему аварий поездов; «Прорыв» (1986) (и его российский аналогичный ремейк «Метро») — на тему затопления метрополитена; «Белое проклятье» (1987) — на тему схода снежной лавины и создавшейся опасности для осмелившихся пойти к ней навстречу людей; «Армавир» (1991), который воссоздал драму семьи из-за потери дочери в кораблекрушении и попыток найти её среди обломков корабля; «Штормовое предупреждение» (1988) — на тему смертельного риска взрывов на работающем химкомбинате от приближающегося урагана; «Размах крыльев» (1986) и «Точка возврата» (с отсылками на реальную трагедию DC в Антарктиде, по вымышленной повести Влада Санина, 1982), продолжающая тенденции «Аэропорта»; «Челюскинцы» (1984) — на тему воссоздания исторической катастрофы в Арктике на теплоходе «Челюскин»; бытовая реконструктивная картина о трагедии Чернобыля «Распад» (1990), резонансный фильм «Письма мёртвого человека» (1986) Константина Лопушанского на тему ЧСЧАЭС и ядерного апокалипсиса. Эти картины стали успешными. Одной из особенностей советских фильмов-катастроф стала двухсерийная комбинация, отличная по жанровому строению в каждой серии; например в «Экипаже», «Челюскинцах», «Штормовом предупреждении» первая часть обычно показывала мелодраматические, социально-драматические прения различного характера и предысторию катастрофы, вторая была посвящена собственно катастрофе и попыткам справиться с ней.
В то же время продолжила развиваться и советская фантастическая постапокалиптика. Например, в советской интерпретации «Ноева ковчега» тема последствий экологической катастрофы параллельно с образовавшимся безумием была поднята в религиозно-трансцендентной антиутопической драме/фильме-притче: «Посетитель музея» (1989), который частично также предвосхитил фильм «Водный мир» (1995) с Кевином Костнером в главной роли, с аналогичным сюжетом. Советский фильм «Псы» и последовавшие за ним «Третья планета» и уже российская лента «Монстры» продолжили постапокалиптическую западную традицию научно-фантастических триллеров, фильмов ужасов о монстрах и фильмов-катастроф 1950-х годов.

### Телевизионный подвид жанра на Западе в 1980-х и 1990-х годах
Несмотря на падение спроса и упадок жанра, его телевизионный подвид оказался более живучим, продолжив свое существование на Западе, и даже сумел получить кое-какие успехи и прибыль, прочувствовав эволюционные изменения, произошедшие на тот момент как в кинематографе, так и в политической повестке. Фоном служил пик заката ядерного противостояния США и СССР в рамках последней волны Холодной войны. В это время на экраны вышел ряд телефильмов, подпитывающихся соответствующими страхами людей. Это были картины: «На следующий день» (1983), «Нити» (1984) и «Ядерный рассвет» (1990) (на тему страха ядерного апокалипсиса и его последствий).
Тема техногенных катастроф также нашла своё отражение в телефильмах «Кондолиум» (1980), а тема природных стихийных бедствий — в таких как: «Опасный обвал!» (1983), «После шока» (1989).
Далее, такая тенденция продолжилась в 1990-х годах, в фильмах «Отдать всё, чтобы выжить…» (1990) (американо-канадская робинзонада про людей, оказавшихся посреди ледовой стихии) и «Лавина» (1994), «Вулкан: огненная гора» (1997).
Тема чернобыльской катастрофы нашла своё отражение в Западном телевизионном кинематографе в фильме «Чернобыль: Последнее предупреждение» (1991).
Тема настоящей американской техногенной космической аварии была отражена в фильме «Челленджер» (1991).
Земные техногенные катастрофы были показаны в фильмах «Малый вперёд: Катастрофа танкера «Эксон Валдиз»» (1992) (нефтяная катастрофа танкера на Аляске), «Эффект затемнения» (1998) и «Атомный поезд» (1999) (авария скоростного, ультрасовременного поезда).
На Западе в 1990-х годах получила развитие идея создания телевизионных минисериалов (которая уже была опробована советским кинематографом в киносериалах). Вышли мини-серийные телефильмы: «После шока: Землетрясение в Нью-Йорке» (1999) и «Астероид» (1997).

### Эволюция жанра на Западе в 1990-х годах
В 1990-е годы в связи с бурным развитием компьютерных спецэффектов, технологий и введением компьютерной графики (CGI) появились фильмы-катастрофы:
- «Жёсткая посадка[англ.]» (1990)
- «Миссия акулы» (1991)
- «Белый шквал» (1996)
- «Водный мир» (1995)
- «Выжить» (1993)
- «Скорость» (1994)
- «Обратная тяга» (1991)
- «Аполлон-13» (1995)
- «Армагеддон» (1998)
- «Эпидемия» (1995)
- «Смерч» (1996)
- «Столкновение с бездной» (1998)
- «День независимости» (1996)
- «Дневной свет» (1996)
- «Пик Данте» (1997)
- «Вулкан» (1997)
- «Ливень» (1998)

Они вновь стали чемпионами американского проката. Особо стоит отметить исторический и эпический фильм-катастрофу Джеймса Кэмерона «Титаник» (1997), который в течение двенадцати лет оставался самым кассовым фильмом в истории, собрав более чем 2,1 миллиарда долларов по всему миру.
Фильм сумел соединить в себе романтическую сюжетную линию с замысловатыми шокирующими спецэффектами и выиграл 11 премий Оскар, в том числе «за лучший фильм» и «за лучшую режиссуру».
После триумфа «Титаника» жанр вступил в новую полосу кризиса.

### Жанр в мире с 2000-х по настоящее время
В связи со взрывами 11 сентября в США и последовавшей за ними национальной трагедией, западные кинематографисты в начале нового тысячелетия уменьшили съёмки фильмов данного жанра вследствие того что в США возник негласный цензурный запрет на любые отсылки к трагедии. А именно — запрет на любые изображения двух башен ТРЦ в произведениях культуры и искусства. Однако, все же трагедия была представлена зрителям в таких фильмах, как:
- «Башни-близнецы»
- «Потерянный рейс»
- «Рейс 93» (2006)
- «11 сентября»
- «Фаренгейт 9/11»
- «9/11 (2017)»

Российский жанр фильмов-катастроф также оказался в кризисе после «Лихих 90-х», дефолта, аварии подводной лодки «Курск» и пожара на Останкинской башне в 2000 году. В новом тысячелетии на фоне прокатившихся террористических атак в конце 1990-х и в начале 2000-х спрос на фильмы-катастрофы резко упал. Затрагивание многих тем и упоминания реальных случившихся терактов начало подвергаться тотальному политическому давлению и цензуре как в США

, так и в России

.
Однако во второй половине первой декады 2000-х годов негласный запрет на их ссылки и изображения в художественных фильмах был официально снят, и фильмы-катастрофы вернулись к своему нормированному производству, а спрос на них был восстановлен. В России президент Владимир Путин, комментируя федеральную программу «Культура России на 2012—2018 годы», обещал поддержать российское кино через фонд кино.
С началом восстановленного спроса и снятия негласных цензурных ограничений на Западе последовал выход фильмов: «Ноктюрама» (2016) режиссёра Б. Бонелло, где была представлена тема террористической паранойи, «Невозможное» (2012), о реконструкции событий после землетрясения в Индийском океане 2004 года,
«Наводнение» (2007) и
«Наводнение» (2019).
А также фильмы «Волна» (2015) и «Разлом» (2018) на тему реального землетрясения и цунами произошедшего в Осло, «Разлом Сан-Андреас» (2015), «Дыши во мгле» (2018), «Цунами 3D» (2012), «Курск» (2018) на тему затопления «Курска» и «К-19» (2002), где была показана аналогичная реальная катастрофа подлодки в СССР.
Тематика же вымышленного «Посейдона» продолжена в ремейках: «Посейдона», «Приключения „Посейдона“» (2005).
А тематика возрождённого «Титаника» — в «Айсберге» (2010).
Тематика крушения поездов — в «Неуправляемом».
В фильмах «Воздушный маршал» (2014),
«За линией горизонта» (2020),
«Крушение» (2023) продолжила свое существование тематика фильма «Аэропорт» (о захвате самолёта с отсылками на 11 сентября).
Тема реальной произошедшей аварии на нефтяной платформе в 2011 году породила «Глубоководный горизонт» (2016) и норвежский фильм «Пылающее море» (2022).
Фильмы о воссоздании американских исторических катастроф:
- «И грянул шторм» (2016; события 1950-х)
- «Крейсер» (2016; события 1940-х)
- «Идеальный шторм» (2000; события 1990-х)

Создавались исторические романтические драмы в симбиозе с фильмами-катастрофами «Во власти стихии» (2018), «Сила стихии» (2015) на тему урагана, обрушившегося на Пуэрто-Рико, вперемешку с криминальной драмой, Ураган Мария (2022) с похожей тематикой. «Ураган апокалипсиса» (2019) — на тему мощного урагана, обрушившегося на город Вашингтон, «Укрытие» (2011) режиссёра Джеффа Николса (как и Меланхолия) — на тему предчувствия надвигающегося шторма, Навстречу шторму - на тему собственно шторма и Железный смерч (2011) — на тему электромагнитного «железного» торнадо. Также появились фильмы о борьбе машин, людей и техники с ледяной стихией:
- «Эверест» (2015)
- «Ледяной драйв» (2021)
- «Замёрзшие» (2010)
- «Полярной Буре» (2009).

С огненной стихией люди сражались в фильме «Дело храбрых» (2021).
А в рамках тематики извержения вулкана Везувий в возрождённых «Помпеях» и на фоне изображения пожара в соборе Парижской Богоматери огненная тема была отображена в французском фильме 2022 года Жан-Жака Анно «Нотр-Дам в огне».
В современных представителях жанра катастрофа носит все более глобальный характер и жанр часто пересекается с постапокалиптикой. В качестве причин катастрофы называются пандемия неизлечимой болезни, доведённые до апокалиптического масштаба глобальное потепление, солнечная вспышка и тому подобные явления, возможное негативное влияние которых на человечество регулярно обсуждается в популярных средствах массовой информации.
Всё это было представлено постапокалиптическим мистическим триллером на тему пандемии «28 дней спустя» (2002), апокалиптическим «Явлением» (2008), «Заражением» (2011), а также постапокалиптическим триллером и фильмом-катастрофой на тему глобальных изменений климата «Послезавтра» (2004). К ним относят постапокалиптический «Замёрзший мир» (2011), «Геошторм» (2017), «4:44. Последний день на Земле» (2011). Также к ним причисляют постапокалиптические фантастические триллеры с тематикой солнечных вспышек и столкновением планет и их спутников, астероидов и комет, как с участием инопланетного вторжения:
- «Война миров» (2005)
- «Знамением» (2009)
- «День, когда Земля остановилась» (2008)
- «День независимости 2» (2016)
- «Скайлайн»
- «Скайлайн-2»
- «Падение Луны» (2022)

так и без него:
- «Земное ядро: Бросок в преисподнюю» (2003)
- «Столкновение с кометой» (2008)
- «Гренландия» (2020)
- «Судный день» (2008)
- «Столкновение Земли[англ.]» (2011)
- «Не смотрите наверх» (2022)
- «Меланхолия» (2011)
- «Гравитация» (2013) и в
- «Пекло» (2007) на тему катастрофы космических кораблей.

В фильме «2012» (2009) с возрождённой тематикой затопления всего мира и «Ноева ковчега», в «Глобальной катастрофе» (2017), в «Дороге» (2009) на тему апокалиптического смешения нескольких катастроф на Земле и жизненного выбора в борьбе людей с каннибализмом.
Тема глобального цунами была продолжена также и в «Штормагеддоне» (2015). Тема глобальной катастрофы продолжалась и в фильме: «Конец света» (2012).
Телевизионный подвид жанра фильма-катастрофы также получил свое развитие в фильмах:
- «Лавинная аллея[англ.]» (2001)
- «Атомный смерч[англ.]» (2002)
- «Супервулкан» (2006)
- «10.5: Апокалипсис[англ.]» (2006)
- «Солнечный удар» (2006)
- «Выжившие» (2008)
- «Рождественский лёд[англ.]» (2014)
- «Знамение Судного дня» (2012)
- «Столкновение с Землёй[англ.]» (2011)
- В ночь
- Дождь (телесериал)
- Море спокойствия
- Манифест

#### В России
В России современный жанр фильма-катастрофы после единственной вышедшей низкобюджетной картины этого жанра в конце 1990-х годов «Чёрный океан» (1998) на тему радиоактивного и бактериологического апокалипсиса от затонувшего реактора подводной лодки (предвосхитивший эпидемию Ковида и трагедию «Курска»), начали представлять такие вышедшие друг за другом в свет фильмы:
- «Метро» (2013)
- «Экипаж» (2016)
- «Землетрясение» (2016)
- «Пленники льда» (2016)
- «Салют-7» (2017)
- «Спитак» (2018)
- «Отрыв» (2018)
- «Эпидемия» (2019)
- «Чернобыль. Зона Отчуждения» (2019)
- «Огонь» (2020)
- «Кольская сверхглубокая» (2020)
- «Мира»[уточнить][77]
- «Чернобыль»

Элементы соцреализма также были в фильме «Одна».
В литературном жанре постапокалиптических катастроф на данную тематику писали Дмитрий Сафонов

, Дмитрий Глуховский

и Яна Вагнер
,
по романам которых были сняты фильмы: «Метро» (2013)

и «Метро 2033» (2024)

.
Многие современные российские фильмы-катастрофы были раскритикованы сотрудниками соответствующих отраслей за отход от традиций советского соцреализма «воссоздания реальной катастрофы» и упор на научную фантастику, не имеющую практически никакого отношения к действительным катастрофам. Также критикуют за «голливудский образ» российского рабочего и сотрудника соответствующих служб, за плохие адаптации.
Это часто считается одной из причин убыточности российского кино.

#### В Азии
В азиатской кинематографии представителей жанра японских и южно-корейских можно найти сегодня в таких фильмах как:
- «Башня» (2012)
- «Извержение» (2019)
- «Оледенение[кор.]» (2013)
- «Гибель Японии: возрождение[кор.]» (2006)
- «Пляж Хэундэ[кор.]» (2009)
- «Fukushima 50» (2020)
- «S. O. S.» (2021)
- «Небоскрёб» (2012)
- «Скоростной поезд по трупам[кит.]»
- «Япония тонет»
- «Заражённые острова[кит.]»

А также среди китайских, северо-корейских, индонезийских и шри-ланкийских в фильмах:
- «Полёт: во все тяжкие[кит.]» (2014)
- «Выход[кит.]» (2019)
- Блуждающая Земля (2019)
- «Skyfire (film)[англ.]» (2020)
- «Печаль и грусть»
- «Морской туман (фильм, 2020)[кит.]» (2020)
- «Сигнал выживания: 252[кит.]»
- «Распространение по всей территории»
- «Землетрясение» (2010)
- «Цунами[англ.]» (2020)
- «55-й элемент» (2024)

## Выделенные жанры и литературные истоки жанра
Фильмы-катастрофы также следует дифференцировать с постановками в научно-популярных и научно-документальных фильмах и сериалах («Конец света» (2005), «Секунды до катастрофы» (2004—2018)

)
и с документальными фильмами, в которых происходит описание и/или изображение реальных катастроф как таковых, которые в основном представляют телеканалы: Discovery, National Geographic, BBC и Ren-TV. А также с пародиями на фильмы-катастрофы и с сериалами, что также следует дифференцировать с фильмами и с сериалами, прорывающиеся и смешивающиеся в своей основе с реальностью с принципами разрушенной «четвёртой стены».
Антиутопическая, пост и апокалиптическая тенденция в фильмах-катастрофах также очень схожа с киберпанком («Газонокосильщик», Газонокосильщик 2, «Матрица»), разница заключается в том что главным антагонистом в последних выступает — не процесс стихии, а генно-модифицированный человек, суперкомпьютер, «кибернетизированный монстр».
Также фильмы-катастрофы следует отличать от фильмов ужасов, научно-фантастических фильмов, научно-фантастических триллеров о монстрах, зомби-апокалипсис — фильмов, от политических триллеров и военных и пост-военных фильмов. В то же время, разница в некоторых лентах имеющих полижанровую структуру между жанрами в плане схожих жанровых клише не всегда строго очевидна и дифференцирована и порой границы между ними размываются.
Выделенным ответвлением от жанра фильма-катастроф является — робинзонада, в литературном истоковом смысле появившаяся ещё задолго до того как первый фильм-катастрофа и первая тема катастрофы в фильмах возникла в принципе на экранах и которая достигла своего пика ещё в XVIII—XIX веках, а также научно-фантастическая литература («Таинственный остров», «20000 лье под водой»).
Также условными и далекими прародителями фильма-катастрофы можно считать литературу Античности (мифологическую в целом, ярким примером которой является «Миф об Атлантиде» и библейское сказание о «Ноевом Ковчеге», «сказание о Помпеях» и о давнем извержении вулкана Везувий,
древнегреческие трагедии, древнеегипетские сказки и древнеяпонские мифы и эпохи Возрождения(«Декамерон»), а также романтическую живопись Типичная катастрофа в темах в рамках Европейского Искусства и литературы Средних Веков и Нового Времени — была представлена в репрезентациях чумы, в изображениях штормов, извержений, землетрясений и кораблекрушений в романтической живописи(картины извержения Везувия, а также других катастрофических тем: Айвазовского Ивана Константиновича, Карла Павловича Брюллова и Пьера Жака Волера) и литературе(Примерами которой являются: Роман Даниэля Деффо, помимо его уже известного: «Робинзона», также: «Дневник чумного года», новелла: Генриха фон Клейста: «Землетрясение в Чили», «Поэма о гибели Лиссабона», роман: «Обрученные», рассказ: «Маска красной смерти», исторический роман: «На Москве (Из времени чумы 1771 г.)» (1880 г.), маленькая трагедия А. С. Пушкина: «Пир во время чумы»).

### Пародии
Отдельное место занимают многочисленные пародии на фильмы-катастрофы, а также теле, мини и киносериалы, использующие в качестве основного предмета и элемента сюжетной линии и темы катастрофу.
Пародии начали активно выходить в конце 1970-х и 1990-х годов. Хотя пародия «Большой автобус» (1976), наиболее из ранних пародий на фильм-катастрофу, не стала хитом, тем не менее, конец этой тенденции был хорошо отмечен критиками в комедии 1980 года «Аэроплан!». В этом фильме режиссёрами смогли спародироваться и подделаться основные жанровые клише и он сумел добиться удивительного кассового успеха, в результате чего в 1982 году вышло его продолжение «Аэроплан II: Продолжение». В связи с аналогичным кризисом с конца 1990-х, а также в связи с трагедией 11 сентября было выпущено немало фильмов-пародий, завершающим пиком тенденции которых стали фильмы «Нереальный блокбастер» в 2008 году

и «Весь мир, кроме Японии, тонет» в 2011 году.

### Сериалы
Среди сериалов, которые подразделяются на несколько подкатегорий, в первую очередь «будничные многосерийные подтипы»: теленовеллы, мыльные оперы и тематические прайм-тайм по несколько сезонов сериалы, и мини-моно-серийные (общее количество серий не более двух-трёх), так и мини-сериалы чуть большего количества серий (около 10-20).
Тематику фильма-катастрофы среди них можно встретить как в дневных мыльных операх, таких как «Главный госпиталь», а конкретнее: в боевике-саге,
«о ледяной принцессе начала 1980-х»

,
«Дни нашей жизни», а точнее в многочисленных злоключениях персонажа сериала — «Марлены Эванс», а также в кульминации этой мыльной оперы: «Круиз Обмана», с его кораблекрушением в результате

. Тематику фильмов-катастроф можно встретить также и в обрушившихся на город землетрясениях в таких дневных сериалах, как «Санта Барбара»,
«Сансет Бич»

и «Страсти» (а также цунами в последних двух)
,
как в «вечернем прайм-тайм мыле», например в сериале Мелроуз Плейс (с знаменитым взрывом дома Кимберли, на «Мелроуз Плейс авеню» в кульминации сериала, в многочисленных автокатастрофах и подрывах яхт и т. п.), как и в теленовеллах, вроде: «Вавилонская башня» (о подготовленном взрыве в Большом ТРЦ)

,
так и в прайм-тайм сериалах об определённых реальных и вымышленных служащих, связанных с ликвидацией катастрофы, таких как «Третья смена», который частично затронул и реальную злободневную на тот момент тему 11 сентября
.
«Спасатели Малибу», где была показана будничная работа пляжных калифорнийских спасателей с элементами катастрофического действия на протяжении 90-х годов. Также в данную группу сериалов входят:
- «День катастрофы»
- «Днем катастрофы 2: Конец света» (мини-сериал)
- «Десять с половиной баллов»
- «Разрушенный город»
- «Призрачная башня»
- «Титаник»
- «Выжить»
- «Амазония»
- «Энн[англ.]» (2022)
- «Чернобыль (американский мини-сериал, 2019)»
- «День Ди[англ.]»
- «The Deep[англ.]» (2015)
- «Вылет[англ.]»
- «Конец света[англ.]»
- «Иерихон»
- «Катла»
- «La Brea»
- «Метеор[англ.]»
- «Сквозь снег»
- «Шершни»

Эксперимент же по созданию пародийных ситкомов, помимо собственно фильмов пародий на фильмы-катастрофы, был проделан в телесериалах вроде
«Крушение».
Или же в прайм-тайм сериалах на тему потустороннего, инопланетного или мистического вторжения в мир людей, таких как «Нашествие», «Спаси меня», а иногда и с сочетанной тематикой «Остаться в живых».
Постапокалиптическая научно-фантастическая тематика техногенных бедствий космических кораблей представлена в сериалах
«Затерянные в космосе» (1965)

и «Затерянные в космосе» (2018)

.
Отдельное место в списке прайм-тайм сериалов занимают анимационные и кукольные телесериалы и теле-шоу («Тандерберды»).

#### Российские сериалы
В России сериальный жанр фильмов-катастроф представляют, в основном, телеканалы ТВ3, ТНТ

и СТС, в таких сериалах, как «Бункер, или учёные под землёй» (2006)
,
«Чернобыль: Зона отчуждения» (2014)
,
«Выжить после» (2012) (с фокусировкой на «чернобыльской» и «постчернобыльской» теме), в резонансной «Эпидемии» (2019)
и т.п..
Тема «Аэропорта» помноженная на тему «Лоста» продолжает сегодня своё развитие в таких сериалах как «Тайга. Курс выживания» (2002),
«Игра на выживание» (2020),
«Молодые и сильные выживут» (2020).
Тема реальных и вымышленных терактов продолжает свою тенденцию во «Взрыве» (2018)
Тематика смертельно опасных эпидемий прослеживается также в настоящее время в сериалах: «Выжившие» (2021)
.

## Классификация
Фильмы-катастрофы можно разделить на следующие поджанры:
- Фильмы о техногенных катастрофах[1][4] — фильмы, где катастрофы носят узко очерченный локальный характер и, очень редко — глобальный. В них герои пытаются спастись с терпящего, чаще всего техногенный, пожар, взрыв или любое другое бедствие и ЧП (здания, корабля, падающего самолёта, поезда, океанского или космического лайнера, нефтегазовой трубы или платформы, атомной станции, атомного реактора и т. п. Примеры: «Полуденный паром», «Ад в поднебесье», «34-й скорый», «Поезд вне расписания», «Посейдон», «Титаник» (1997), «Экипаж» (1979) и его ремейк (2016), «Случай в квадрате 36-80» (1982), «Размах крыльев» (1986), «К-19» (2002), «Разрушенный город» (2003), «Распад» (1990), «Fukushima 50» (2020)[4], подразделяются на:
  - фильмы о катастрофах земного типа — то есть фильмы, где катастрофы, которые постигают людей, источник, спровоцировавшая техника которых находится в рамках планеты Земля (техногенный пожар или взрыв в здании, или другие ЧС; в отказавшейся служить человеку научно-исследовательской, промышленной, транспортной или гражданской техники, например: автомобиля, автобуса, грузовика, океанского/морского лайнера, или авиалайнера (в подобных в последних двух случаях техногенный акцент причины катастрофы следует дифференцировать с нетехногенным, природным акцентом причины или с интоксикационным акцентом. Фильмы не всегда бывают со строго однобокими акцентами, иногда с двубоким, многоликим акцентами или в спорном контексте изложения), поезда, нефтяной вышки или платформы, подлодки, танкера, адронного коллайдера (два произведения относится к проблемам именно на Адронном коллайдере который может либо затопить всю сушу на Земле, или взорвать саму Землю целиком), атомного реактора, или военной техники людей). Обычно спровоцированы ошибками людей, реже их злым умыслом, например, или вследствие техногенной, промышленной или промысловой ситуации, прибора или аппарата, вышедших из под человеческого контроля. Этот поджанр начал набирать популярность вместе с началом холодной войны и с начавшейся атомной эрой[англ.] (до этого катастрофы в фильмах-катастрофах и в отдельных драмах с элементами катастрофы имели в основном природный генез). Примеры: «Великий и могучий[англ.]» (1954), «Реактивный шторм[англ.]», «Высоко над Атлантикой[англ.]» (1959) «Переполненное небо[англ.]» (1960), «Полёт Судного дня[англ.]» (1966)[22][27][28], «Полуденный паром» (1967), «День ангела» (1968), «Ад в поднебесье» (1974)[25][26]
    - Фильмы-катастрофы о результатах и процессах военных наступлений и террористических атак — эти фильмы представляют отдельную ветвь техногенных земных катастроф в фильмах, где катастрофы наступили в процессе и результате военных наступлений или террористических атак, из-за умышленно или непредумышленно оставленных боеприпасов, посвящённых также самопожертвенской и самоотверженной героической деятельности сапёров или профильных военных (моряков, к примеру). Данные варианты фильмов-катастроф обычно представляют комбинированные варианты поджанра и обычно сочетаются с тематикой пост-военных или же военных фильмов либо теле-фильмов. Обычно это реалистические фильмы катастрофы, где изображаются катастрофы произошедшие в недавнем настоящем или прошлом или в давнем прошлом. Примеры: «В твоих руках жизнь», «Сегодня увольнения не будет…» (1958)[25][26], «Проверено — мин нет» (1965) «Крейсер» (2016), «Ноктюрама» (2016).

  - Фильмы о катастрофах внеземного типа — то есть фильмы, где источник катастрофы техника, которая находится вне планеты Земля (отказавшие служить человеку или ведущие себя неуправляемо: космические корабли, бортовые компьютеры, скафандры, космическая орбитальная техника, сложные спутниковые системы и и т. п.) Обычно обходятся без «инопланетного вмешательства», или «вторжения» (эту группу следует обязательно дифференцировать с группой внизу структуры). Также эти источники катастроф также следует отличать как с участием людей, так и без них. Этот поджанр, в основном, представляют современные фильмы XXI века, хотя его истоки можно также найти в фильмах (и в сериалах тоже) 1950-х и 1960-х годов.
- Фильмы о природных катастрофах[1]
  - Фильмы о катастрофах, спровоцированных стихийным бедствием[4], или их сочетанием, подразделяются на:
    - Фильмы о катастрофах земного типа — то есть фильмы о катастрофах, источник которых находится в рамках планеты Земля (извержения вулканов, землетрясения цунами, природные или лесные пожары, смерчи, ураганы, ливни, лавины, оползни, плывуны, селевые потоки, провалы, земляные обвалы, обвалы пещер, открывшиеся опасные катастрофические природные источники газа, метана, нефти или угля).
    - Фильмы о катастрофах внеземного типа — то есть фильмы о катастрофах, источник которых находится вне планеты Земля (солнечные вспышки, кометы, астероиды, метеориты, другие планеты и т. п.) Примеры: «Когда миры столкнутся» (1951), «День, когда Земля загорелась» (1961)

  - Фильмы о катастрофах, спровоцированных реально существующими животными-убийцами, их неуправляемым, не подконтрольным человеку, где-то мифологизированным, а где-то — нереалистичным, «научно-фантастичным» поведением, достигшие различного, но чаще всего большого масштаба. Примеры: «Марабунта[англ.]», «Птицы» (1963), «Орка» (1977), «Челюсти» (1975)

Фильмы о природных катастрофах делятся по степени образовавшейся локализации на:
- Фильмы о локальных природных катаклизмах[1][4]. Таких где изображаются природный пожар, лавина, извержение вулкана, смерч, землетрясение, оползни, селевые потоки, плывуны, провалы, цунами, резкое оледенение или потепление определённой территории. Примеры: «Вулкан» (1997), «Землетрясение» (1974), «Когда время уходит» (1980), «Пик Данте» (1997), «Смерч» (1996)
  - В рамках определённой узко очерченной территории, группы людей[4]: «Лавина[англ.]» (1978), «Щит Города» (1979), «Белое проклятье» (1987), «Титаник», «Замерзшие»
  - В рамках определённого города[4]: «Потоп[англ.]», «В старом Чикаго», «Город в огне», «Землетрясение в Лос-Анджелесе[англ.]» (1990)
  - В рамках определённого региона определённой страны: штата, области или округа, или моря
  - В рамках страны[4]: «Гибель Японии»
  - В рамках нескольких стран
  - В рамках континента, материка, или океана
  - В рамках нескольких континентов, материков, океанов[4]
- Фильмы о глобальных природных катаклизмах[1] — то есть фильмы о катастрофах, которые происходят в рамках всей планеты Земля или солнечной системы, обычно спровоцированы источником внеземного типа, достаточно реже — земного (извержение мощного вулкана, или цунами, захлестнувшего всю землю). Примеры: «Конец Света (1916)[укр.]», «Армагеддон» (1998), «Астероид против Земли», «Земное ядро: Бросок в преисподнюю», «Столкновение с бездной» (1998), «Знамение», «Послезавтра», «2012» (2009), «Конец света» (2012). Которые в свою очередь делятся по степени локализации на:
  - В рамках планеты Земля — где смерть грозит всей планете Земля (от падения на землю метеорита, кометы или от столкновения со спутником, или с другой планетой, либо глобальной катастрофы из-за стихийного бедствия, захлестнувшего всю её территорию). Пример: «Конец Света (1916)[укр.]». Иногда, как показано в одном мультфильме, причины конца света могут иметь и характер перевоспитания человеческой расы, но имеет неправдоподобный характер, если конечно изучить проблемы самой планеты Земля, и её природное состояние, чтобы доказать правду о повреждении экологии.
  - В рамках Солнечной Системы — где изображается чаще всего антиутопический мир, далекого или недалекого будущего, и смерть, грозящая и приближающаяся не только ко всей планете Земля и её лунам, но и ко всей солнечной системе (из-за погибающего в близлежащем будущем, или ведущем себя неуправляемо: Солнца, например, или из-за неуправляемого поведения других планет, или близлежащих и приближающихся к солнцу и Земле — звёзд). Примеры: «Когда миры столкнутся» (1951), «День, когда Земля загорелась» (1961).
  - В рамках Галактики — где смерть грозит и приближается не только ко всей планете, но и к Галактике (из-за опасности столкновения с другой Галактикой или звездой, или из-за чёрной дыры).
  - В рамках Вселенной — где смерть постигает не только Землю, но и всю Вселенную[4]
- Фильмы о локальных техногенных катастрофах[1][4]. Таких где изображаются техногенные пожары и взрывы, столкновения, либо другие бедствия транспортной техники человека: автомобиля, грузовика, автобуса, океанского, морского, или речного лайнера, космического корабля, авиалайнера, нефтегазовой вышки или платформы, либо строений человека (городских зданий, башен, и т. п.)
- Фильмы о глобальных техногенных катастрофах[1] — то есть фильмы о техногенных катастрофах, ущерб от которых приходится на всю планету Земля или солнечную систему, обычно спровоцированы техногенным источником внеземного типа, достаточно реже — земного (чаще зарядом от атомного оружия, реакторами или крупными боеприпасами, или из-за следствия испытаний и активной работы такой технологии, как андронный коллайдер). Этот поджанр начал свое путешествие в мир кинематографа в 1960-х годах в эру разгара Карибского кризиса, когда опасения уничтожения всей планеты Земля в связи с кризисом из-за обострения фазы волны Холодной Войны и ожидаемого ядерного апокалипсиса были весьма реальными, на повестке ожидаемыми и нешуточными. Примеры: «День, когда Земля загорелась» (1961), Трещина в мире[англ.]" (1965).
- Фильмы о катастрофах в рамках робинзонады — кинематографическая, телевизионная (а также сериальная) и литературная разновидность поджанра. Фильмы, где изображены катастрофы постигших одного человека или нескольких людей из-за смертельной волны или любого другого бедствия корабля либо другого судна или лайнера и застрявшие в необитаемой людьми и удаленной от основной массы людей местности, а также их попытки, борясь за свою жизнь выбраться оттуда, то есть из потенциально опасной и неизведанной местности для человека, и добраться до первого населенного пункта живыми, а также не всегда, сразу продуктивные попытки спасателей и «спасительного судна» или лайнера, найти и вытащить их или его оттуда. В традиционной форме данные фильмы опираются на английский классический приключенческий роман «Робинзон Крузо» (Даниэля Дэфо), хотя основные постулаты фильма и литературного источника (потерпевший крушение или серьёзные разрушения корабль из-за смертельной волны во время шторма и человек застрявший в результате на острове) могут быть заменены в фильме в зависимости от представленного времени: на самолёт, потерпевший крушение, где отказали двигатели во время шторма или урагана, или совершивший жесткую посадку из-за разрушения корпуса вследствие террористического подрыва или взрыва бомбы, и остров где застряли люди: на амазонские джунгли, глухой и густой лес, горы, океан, арктический лёд, антарктическую или африканскую пустыню, либо, любую другую потенциально опасную для людей и глухую удаленную местность. Один выживший человек (основной прототип из романа «Робинзон Крузо») в фильме может быть заменен на нескольких выживших людей. Хотя иногда в основу фильма могут быть положены и иные, иногда и реальные события, обыгранные стереотипы и аллегорические отсылки к классическому роману чаще всего все равно сохраняются в фильмах. В этих фильмах могут быть как техногенные акценты постигшей катастрофы, так и чисто природные, а иногда и в спорном, неоднозначном контексте изложения акцентов катастрофы. Примеры: «Голубая лагуна», «Точка возврата», «Челюскинцы», «Изгой», «Чудеса ещё случаются», «Одна».
- Фильмы о катастрофах, спровоцированных пандемиями, эпидемиями, интоксикациями инфекционными агентами или же различными отравляющими веществами, а также интоксикациями, которые были инициированы различными болезнями, вследствие чего возникло неадекватное поведение людей, как конечный результат, приводящий к катастрофе. В случае интоксикаций, хотя они зачастую имеют природно обусловленный генез, они могут также иметь неприродный, антропогенно-фармакологический, наркотически, химически или технически обусловленный генез. Эти акценты катастроф также необходимо разделять и дифференцировать внутри этого поджанра. Внутри этого поджанра также следует различать генезис катастрофы в фильмах — как и умышленно обусловленный генез отдельным человеком или людьми (вследствие террористических, диссидентских или иных мотивов), так и непредумышленно обусловленный генез. В рамках постапокалиптического изложения по времени и взгляде в духе последствий катастрофы, обрушившихся на людей планеты Земля, эти фильмы также следует дифференцировать с зомби-апокалипсис-фильмами. В то же время, в некоторых случаях фильмы катастрофы имеют комбинативные сочетанные с ними черты, и имеют с ними полижанровый вид, и разница между жанрами и их тематикой не всегда строго очевидна и дифференцирована и порой границы между ними органично сливаются. Примеры поджанра: «Час Зеро![англ.]», «713-й просит посадку» (1962), «Эпидемия» (1995), «28 дней спустя» (2002), «Явление» (2008)[133][134].

Также к фильмам-катастрофам иногда относят:
- Научно-фантастические фильмы и фильмы о катастрофах на тему результатов или следствий инопланетного(открытого или латеньного), чаще агрессивного(реже неагрессивного или случайного) вторжения в мир людей. Примеры в Западном кинематографе: «День, когда остановилась Земля» (1951), «День, когда остановилась Земля» (2008), «Война миров» (1953), «День независимости» (1996), «День независимости-2» (2016), «Скайлайн», «Скайлайн 2». Примеры в кинематографе российском: «Притяжение» и «Вторжение»[133]
- Научно-фантастические триллеры, фильмы ужасов и фильмы о катастрофах, спровоцированных вымышленными гигантскими монстрами образца — Западного типа, или же — Азиатского. Примеры: «Кинг Конг» (1933), «Годзилла» (1954) (и американизированная версия фильма: «Годзилла, король монстров![англ.]» (1956)), «День, когда Земле пришёл конец» (1955), «Смертельный богомол» (1957), «Парк юрского периода (серия фильмов)» (1993)[133].

Также фильмы-катастрофы подразделяются по типу изложения на:
- Реалистические[1] — посвящённые реальным событиям, реально произошедшим катастрофам
  - Соцреалистические — посвящённые реальным катастрофам, отдельный поджанр в странах «Социалистического Лагеря» во времена Холодной Войны

Реалистические фильмы-катастрофы (и соцреалистические тоже) также подразделяются по времени на:
- Действительные, настоящие катастрофы — произошедшие в недавнем или относительно недавнем настоящем
- Исторические[1] — катастрофы, которые произошли в давнем прошлом. Примеры: «День ангела», «Челюскинцы», «Титаник», «Последние дни Помпеи», «Крейсер» (2016)
- Социально-исторические, или социально-эпические фильмы-катастрофы — где изображается тактика выживание и акцент и тактика выживания не отдельного человека и личности а социума, где показана катастрофа целого социума. Обычно изображают результаты военных вторжений в страну. И попытки людей избежать их деструктивных и неприятных последствий. В этом плане близки к военным фильмам, военно-патриотическим, военно-пропагандистским фильмам, с которыми они схожи и часто имеют полижанровую с ними структуру. Также данный вариант поджанра следует дифференцировать со шпионскими фильмами, с политическими триллерами и с фильмами-эпопеями. Яркий представитель советского поджанра — лента Андрея Тарковского «Сегодня увольнения не будет».
- Футурологические — ленты где изображаются катастрофы предполагаемого, научно идентифицированного и наиболее вероятного будущего, которые должны произойти, или уже произошли и где изображаются их последствия
- Мифо-творческие — обычно изображаются библейские или античные мифы или аллегорические современные отсылки к ним. («Ноев ковчег» (1928), «Последние дни Помпеи[англ.]» (1935))
- Фиктивные или вымышленные катастрофы. Катастрофы «замешанные» на анти-реалистичной научной фантастике[13]

По временному раскладу: фильмы-катастрофы изображающие апокалиптические и постапокалиптические миры. По номинальному и общему значению: утопические и антиутопические.

## Критика
Фильмы катастроф критикуются режиссёрами, психологами и социологами. Один из постулатов критики заключается в том, что причины «ухода» в фильмы катастроф и спроса на них среди многих зрителей заключаются в бегстве от одиночества, в подсознательном стремлении к самоубийству и в переживании подсознательных страхов, порождённых урбанизацией и научно-техническим прогрессом, которые часто утрированно умышленно ангажируют и подстрекают многие СМИ, в результате чего фильмы катастроф дают зрителям ложное «ощущение безопасности» в лицах от представителей полиции, армии и науки, и ложное чувство защиты в виде надуманных грёз, в то время как реальный мир личности в социуме очень сильно незащищён.
Советская критическая печать также называла многие вышедшие на тот момент фильмы катастроф одним из «кичев» современного искусства и одним из способов манипуляции массовым сознанием. Тем не менее такие апокалиптические и постапокалиптические ленты как «Гибель Японии» (1973), «Зелёный сойлент» (1973) и некоторые японские фильмы о монстрах были встречены с похвалой советской критической прессой и демонстрировались в СССР.
Другой постулат критики утверждает, что чаще всего фильмы катастроф превращаются в «дорогое шоу» (бюджет этих фильмов действительно — чаще всего большой в кинематографе) и в детальную инсценировку воссоздания некоторых реальных катастроф, что становится иногда «большой пощёчиной» для родственников жертв, погибших или пострадавших в результате реально произошедших катастроф. По этой причине, некоторые фильмы катастроф подвергаются резкой критике и цензуре и запрещаются к кинопоказу в соответствующих странах, имеющих прямое или косвенное отношение к реально случившейся катастрофе, как это произошло с фильмом «Атлантида» (1913), где многими угадывалась прямая аллегория (фильм сняли по роману, вышедшему за месяц до катастрофы) на недавно произошедшее, на тот момент, крушение «Титаника».